# Bourganeuf
Bourganeuf är en kommun i departementet Creuse i regionen Nouvelle-Aquitaine i de centrala delarna av Frankrike. Kommunen ligger i kantonen Bourganeuf som tillhör arrondissementet Guéret. År 2022 hade Bourganeuf 2 408 invånare.

## Befolkningsutveckling
Antalet invånare i kommunen Bourganeuf
Referens:INSEE

## Galleri

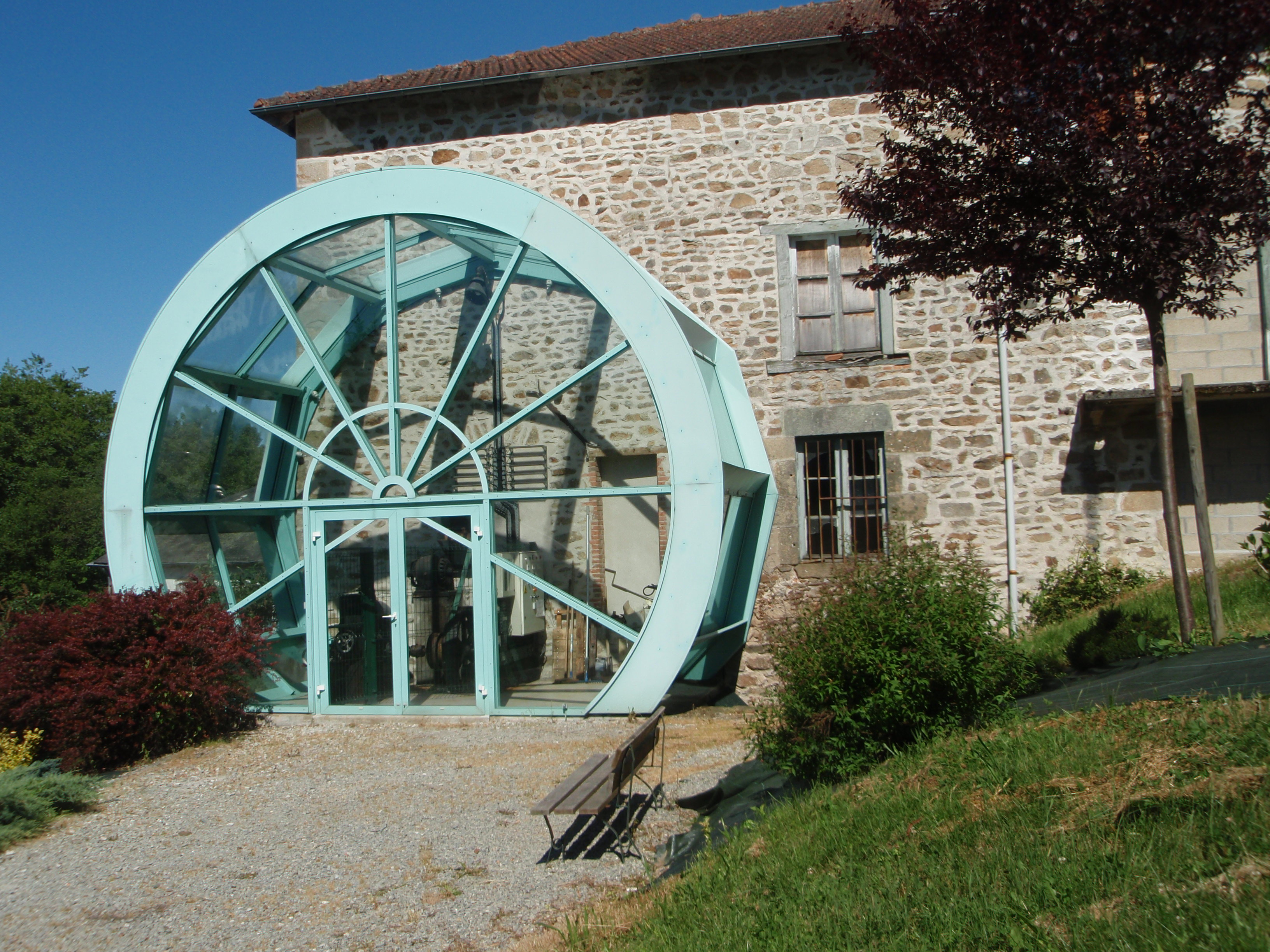
Elektricitetsmuseet i Bourganeuf
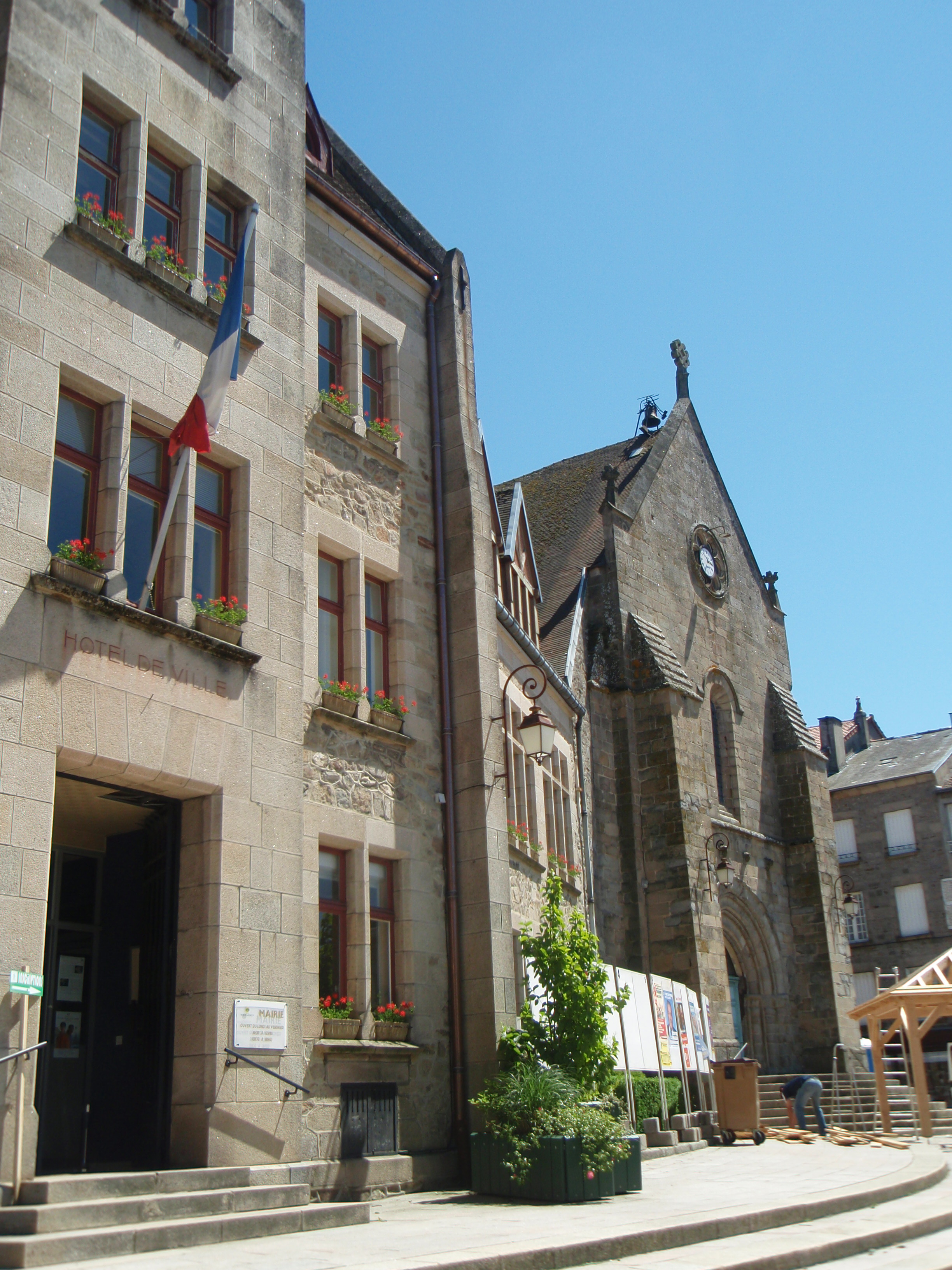
Stadshuset